# جون بيتي (سياسي)
جون بيتي هو سياسي أمريكي، ولد في 10 ديسمبر 1749 في مقاطعة باكز في الولايات المتحدة، وتوفي في 30 مايو 1826 في ترنتون في الولايات المتحدة. انتخب President of the Medical Society of New Jersey ‏ (1782 – 1783) وانتخب عضو جمعية نيوجيرسي العامة ‏ وانتخب عضو مجلس النواب الأمريكي ‏.